# Jackie Lewis
Jackie Lewis, né le 1er novembre 1936 à Stroud (Gloucestershire), est un ancien pilote automobile britannique. 

## Biographie
Jackie Lewis fait ses débuts en  compétition automobile en 1958, ayant acquis une Cooper-Norton de formule 3 avec laquelle il obtient trois victoires. Encouragé par ces premiers succès, il se procure l'année suivante une Cooper T45 F2 équipée d'un moteur Coventry Climax. Il se distingue en remportant notamment le Grand Prix de Paris, sur l'autodrome de Linas-Montlhéry. En 1960, toujours au volant de sa Cooper, il s'impose à trois reprises : au Grand Prix des Frontières à Chimay, au Lombank Trophy sur le circuit de Snetterton et aux Coupes du Salon à Monthléry.
Toujours pilote amateur, il passe à la Formule 1 en 1961, acquérant une Cooper T53. Il débute en championnat du monde à l'occasion du Grand Prix de Belgique, où il se qualifie honorablement, course qu'il termine à la neuvième place. Sa saison se solde par une belle quatrième place au Grand Prix d'Italie. 
Il commence la saison 1962 avec sa Cooper, terminant huitième du Grand Prix des Pays-Bas, avant de racheter un modèle P48/57 à moteur V8 à l'équipe BRM. Ce sera un fiasco, Lewis manquant sa qualification à Monaco. Il reprendra sa Cooper pour le reste de la saison, sans résultat notable. Démotivé et manquant de moyens à la suite de la baisse de clientèle de la concession de motos de son père, il raccroche son casque à la fin de l'année et se tourne vers l'élevage de moutons, reprenant une ferme dans le Gloucestershire.